# HS2ST1
HS2ST1 (англ. Heparan sulfate 2-O-sulfotransferase 1) – білок, який кодується однойменним геном, розташованим у людей на короткому плечі 1-ї хромосоми.  Довжина поліпептидного ланцюга білка становить 356 амінокислот, а молекулярна маса — 41 881.
| 10         |  | 20         |  | 30         |  | 40         |  | 50         |
| ---------- |  | ---------- |  | ---------- |  | ---------- |  | ---------- |
| MGLLRIMMPP |  | KLQLLAVVAF |  | AVAMLFLENQ |  | IQKLEESRSK |  | LERAIARHEV |
| REIEQRHTMD |  | GPRQDATLDE |  | EEDMVIIYNR |  | VPKTASTSFT |  | NIAYDLCAKN |
| KYHVLHINTT |  | KNNPVMSLQD |  | QVRFVKNITS |  | WKEMKPGFYH |  | GHVSYLDFAK |
| FGVKKKPIYI |  | NVIRDPIERL |  | VSYYYFLRFG |  | DDYRPGLRRR |  | KQGDKKTFDE |
| CVAEGGSDCA |  | PEKLWLQIPF |  | FCGHSSECWN |  | VGSRWAMDQA |  | KYNLINEYFL |
| VGVTEELEDF |  | IMLLEAALPR |  | FFRGATELYR |  | TGKKSHLRKT |  | TEKKLPTKQT |
| IAKLQQSDIW |  | KMENEFYEFA |  | LEQFQFIRAH |  | AVREKDGDLY |  | ILAQNFFYEK |
| IYPKSN     |  |            |  |            |  |            |  |            |

A: Аланін

C: Цистеїн

D: Аспарагінова кислота

E: Глутамінова кислота

F: Фенілаланін

G: Гліцин

H: Гістидин

I: Ізолейцин

K: Лізин

L: Лейцин

M: Метіонін

N: Аспарагін

P: Пролін

Q: Глутамін

R: Аргінін

S: Серин

T: Треонін

V: Валін

W: Триптофан

Кодований геном білок за функцією належить до трансфераз. 
Локалізований у мембрані, апараті гольджі.